# Kenichi Nishi
Kenichi Nishi (西 健一, Nishi Ken'ichi, Tokio, 20 juni 1967) is een Japans computerspelontwikkelaar. Nishi is geboren in Tokio. Door de jaren heen heeft hij meerdere computerspelbedrijven opgestart. Momenteel ontwikkelt hij spellen met Route24, zijn eigen bedrijf. Het getal 24 in de naam van het bedrijf komt voort uit de achternaam van de oprichter: "Ni" (2) en "Shi" (4).

## Carrière
Kenichi Nishi begon zijn loopbaan bij Telenet Japan en diens dochtermaatschappij Riot. Hij werd later in dienst genomen door Square als ontwerper voor twee grote nieuwe titels. Nadat Nishi Square in 1995 verlaten had, richtte hij Love-de-Lic, Inc. op met veel van zijn voormalige collega's van Square. Hij ontwierp twee van de drie spellen die het bedrijf uitgaf: Moon: Remix RPG Adventure en L.O.L.: Lack of Love. Hij hielp ook bij het ontwerp en het schrijven van het script van Incredible Crisis. Nishi richtte daarna Skip Ltd., een ontwikkelaar voor Nintendo, op. Als vice-president was hij actief in het regisseren van GiFTPiA en het co-regisseren van Chibi-Robo!. Kort daarna verliet hij Skip en startte Route24 op 23 februari 2006. Volgens Nishi beperkte het werken in een grote groep, zoals bij Skip, zijn vrijheid in het ontwerpen van spellen.
Bij Route24 creëerde Nishi met vier anderen LOL voor de Nintendo DS, dat Skip in 2007 uitgaf. Recentelijk heeft hij met Kenji Eno gewerkt aan Newtonica en Newtonica 2 voor de iPhone en iPod Touch en andere spellen voor mobiele telefoons. In 2010 gaf Nishi aan interesse te hebben in het ontwikkelen van een vervolg voor Moon: Remix RPG Adventure, waarbij hij fans vroeg van zich te laten horen op Twitter.

## Persoonlijk leven
Nishi woont in Meguro, Tokio. Hij is fan van Britse rockmuziek en had ooit een hond genaamd Tao, die in veel van zijn spellen terug te vinden is. Onder andere in: Moon: Remix RPG Adventure, GiFTPiA, L.O.L.: Lack of Love, Chibi-Robo en Captain Rainbow. Tao stierf in oktober 2009 aan nierfalen. Dragon Quest III zou Nishi's favoriete spel zijn.

## Spellen
- Tenshi no Uta (1991)
- Exile (1991)
- Psycho Dream[10] (1992)
- Chrono Trigger (1995)
- Super Mario RPG (1996)
- Moon: Remix RPG Adventure (1997)
- Incredible Crisis[11] (1999)
- L.O.L.: Lack of Love (2000)
- GiFTPiA (2003)
- Chibi-Robo! (2005)
- LOL (2007)
- Captain Rainbow[12] (2008)
- Newtonica[13] (2008)
- Takurou Morinaga DS (2008)
- Newtonica2 (2008)
- Wacky World of Sports (2009)
- PostPet DS[14] (2009)
- iCLK (2010)
- geotrion (2010)
- Followars (2010)
- Paper Mario: Sticker Star (2012) - speciaal bedankje
- Cobits (2013)